# Istanbul Park Circuit
Der Istanbul Park Circuit (türkisch: İstanbul Park) ist eine türkische Motorsport-Rennstrecke. Die Rennstrecke sollte zuerst „Istanbul Otodrom Circuit“ heißen, wurde dann aber kurz vor der Eröffnung umbenannt.
Sie befindet sich im Stadtteil Tuzla im asiatischen Teil Istanbuls. Der Entwurf wurde vom Aachener Ingenieurbüro Tilke GmbH ausgearbeitet. Das türkische Bauunternehmen Evren begann Anfang 2004 mit den Bauarbeiten, die trotz widriger Witterungsbedingungen im Winter in 18 Monaten abgeschlossen wurden. Die Kosten für den Bau der Rennstrecke beliefen sich auf rund 100 Millionen US-Dollar und wurden von der Istanbuler Handelskammer (İTO) und dem türkischen Kammer- und Börsenverband (TOBB) getragen. Das erste Formel-1-Rennen startete am 21. August 2005. Bis zur Saison 2011 fanden sieben Formel-1-Rennen auf dieser Rennstrecke statt. Für die Saison 2012 wurde die Strecke aus dem Rennkalender gestrichen. Neben den Formel-1-Rennen fanden auf der Strecke von 2005 bis 2007 Rennen der Motorrad-Weltmeisterschaft, von 2005 bis 2006 Rennen der Le Mans Series und der Tourenwagen-Weltmeisterschaft, 2005 ein Rennen der DTM und 2006 ein Rennen der World Series by Renault statt. 2020 und 2021 fand auf der Strecke erneut der Türkische Grand Prix statt. Dies wurde durch die Anpassungen des Rennkalenders aufgrund der COVID-19-Pandemie möglich.

## Trassierung

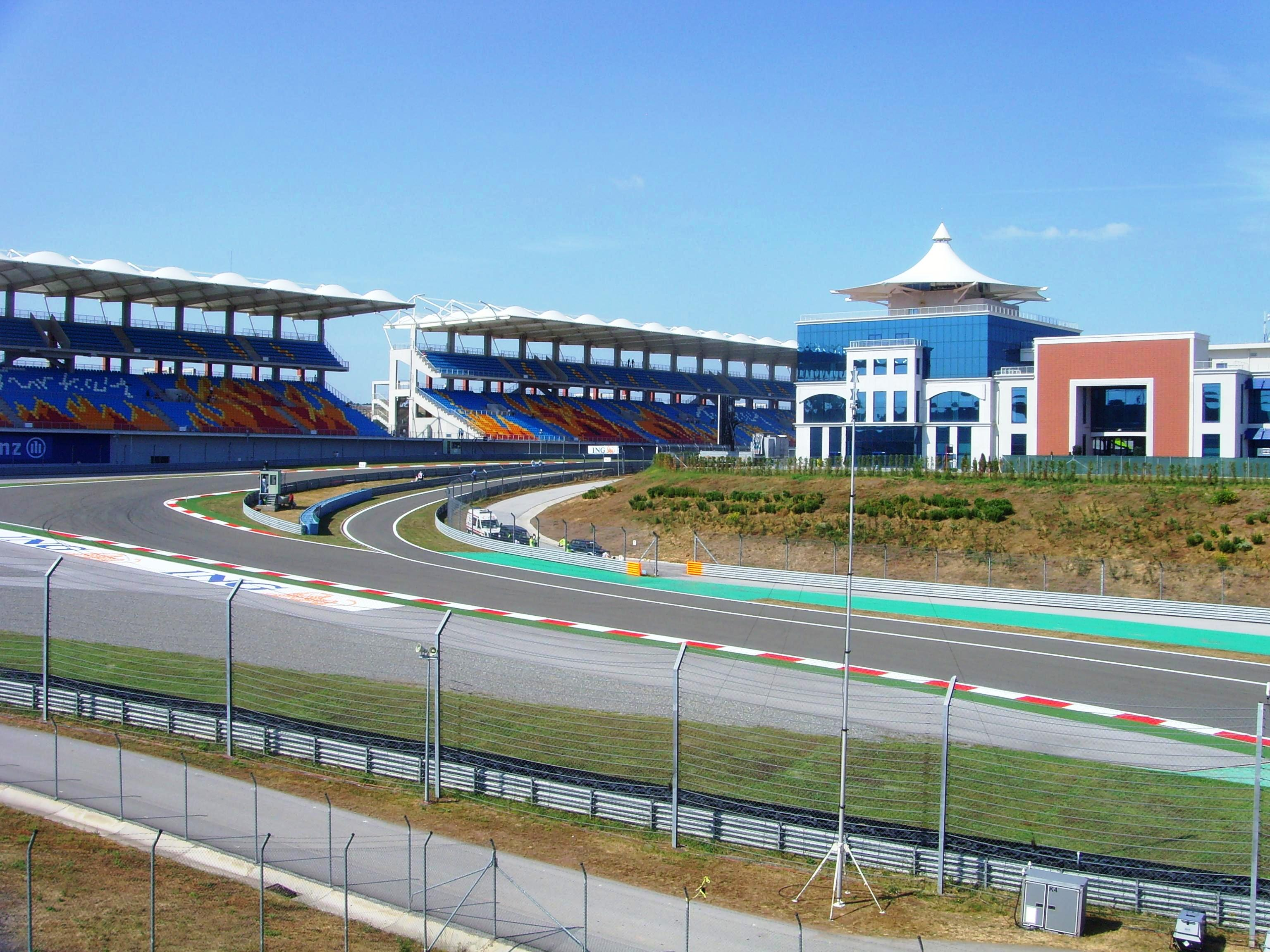
Kurve 1 und Boxenausfahrt

Die Strecke ist 5338 m lang und wird gegen den Uhrzeigersinn befahren. Sie besteht aus acht Links- und sechs Rechtskurven, wobei der Radius der engsten Kurve 15 m beträgt. Die längste der insgesamt vier Geraden ist 720 m lang. Die Streckenbreite beträgt am kleinsten Querschnitt 14 m und am größten 21,5 m.
Am Ende der 655,5 m langen Start- und Zielgeraden erreicht der Rennwagen im sechsten Gang eine Geschwindigkeit von 306 km/h. Der Fahrer bremst und schaltet in den vierten Gang, um die erste Linkskurve mit knapp unter 200 km/h zu durchfahren. Die folgende Rechtskurve, in der bereits voll beschleunigt wird, führt in einen leicht nach rechts gebogenen Streckenabschnitt mit sehr großem Radius, der weiter mit voller Beschleunigung bis zu einer Geschwindigkeit von 310 km/h durchfahren wird. Da die Strecke in diesem Bereich eine deutlich positive Steigung aufweist, ist der weitere Streckenabschnitt für den Fahrer nicht einzusehen.
Der Rennwagen wird nun in eine erste Kurvenkombination in M-Form gelenkt, die auf dieser Strecke zweimal zu finden ist. Es handelt sich hierbei um eine für diese Strecke charakteristische Links-Rechts-Links-Kurvenkombination, die auf Grund der verhältnismäßig kleinen Radien und schnellen Richtungswechsel mit Geschwindigkeiten von 100 km/h bis 125 km/h in den Scheiteln der Kurven durchfahren wird.
Die anschließende Gerade und Gegengerade ist durch eine Rechtskurve verbunden, die im zweiten Gang mit 110 km/h durchfahren wird. Es folgt eine 180-Grad-Linkskurve, die aus drei Geraden ohne Übergangsbögen besteht. Ein solches Trassierungselement wurde bisher nur in Istanbul umgesetzt. Wenn der Fahrer auf der Ideallinie bleibt, kann er den Rennwagen von einer Einfahrgeschwindigkeit von 230 km/h bis auf 305 km/h beschleunigen.
Der Fahrer erreicht auf der anschließenden Geraden 320 km/h, bevor er die Geschwindigkeit am Anfang der anschließenden Links-rechts-Kombination auf 121 km/h reduziert. In der zweiten Kurve beginnt bereits der längste Vollgasabschnitt der Strecke, der über zwei Geraden, die durch eine Rechtskurve mit verhältnismäßig großem Radius verbunden sind, in die zweite und letzte Kurvenkombination in M-Form führt. In diesem Streckenabschnitt erreicht der Rennwagen im siebten Gang die Streckenhöchstgeschwindigkeit von 326 km/h. Es folgt die erste Linkskurve, die langsamste Stelle der Strecke, in der die Geschwindigkeit auf 93 km/h reduziert wird. Über die folgende Rechts- und Linkskurve gelangt der Rennwagen zurück zur Start- und Zielgeraden.
Die bisher schnellste Rennrunde wurde im Jahre 2005 von Juan Pablo Montoya auf einem McLaren-Mercedes gefahren und liegt bei 1:24:770 min. Die Durchschnittsgeschwindigkeit auf eine Runde beträgt somit 228,4 km/h und auf ein gesamtes Rennen im Jahre 2005 einschließlich Boxenstopps 219,5 km/h. Die Strecke gehört damit zu den mittelschnellen Strecken.

## Oberbau
Der Oberbau in Asphaltbauweise ist insgesamt 64 cm stark und besteht aus vier Schichten. Für den Einbau der bis zu 21,5 m breiten Strecke wurden gleichzeitig drei Straßenfertiger verwendet.
Die erste Schicht von 20 bis 30 cm Stärke besteht aus einem Mineralgemisch ohne Bitumen. Danach wurden sukzessiv eine hydraulische gebundene Tragschicht von 15 bis 25 cm, eine Asphalttragschicht von 10 cm und eine Binderschicht von 6 cm aufgetragen. Um Beschädigungen zu vermeiden, erfolgte der Einbau der 4 cm starken Deckschicht erst, als alle Bauarbeiten abgeschlossen waren. Alle Schichten bestehen zu 19 % aus Dolomitkalkstaub und zu 16 % aus einem Gemisch von Sandsteinstaub und dem chemischen Zusatzstoff NAF 501. Es wurden insgesamt 430.000 Tonnen Material verbaut.
Um eine stabile Lage der Rennwagen auch bei hohen Geschwindigkeiten zu gewährleisten, waren beim Einbau Toleranzen von maximal +/− 0,5 cm bei der Binderschicht und von +/− 0,2 cm bei der Deckschicht zulässig. Die Wahl für das Bitumen der Deckschicht fiel auf einen „polymer modified 60/70 penetration bitumen“, der mit dem deutschen PmB 65 A mit einem EP RuK 48–55 °C und einem Brechpunkt nach Fraaß von −15 °C vergleichbar ist. Die Eigenschaften sind somit für die Temperaturverhältnisse sowohl im Sommer als auch im Winter geeignet.
Wenige Tage vor dem Comeback der Formel 1 im Jahr 2020 wurde die Strecke neu asphaltiert.

## Tribünen
Zusätzlich zur Haupttribüne an der Start- und Zielgeraden sind neun weitere Tribünen und fünf freie Flächen auf Anhöhen für insgesamt 125.000 Zuschauer vorhanden.
Die Haupttribüne bietet 26.250 überdachte Sitzplätze. Die restlichen Sitz- und Stehplätze verteilen sich zu gleichen Teilen auf die nicht überdachten Tribünen und die freien Flächen. Die Zuschauer können von jeder Tribüne aus das weitere Renngeschehen auf einem Bildschirm verfolgen.
Als weiterer Service stehen den Zuschauern während eines Rennwochenendes Shuttlebusse zur Verfügung, die den Kurs in regelmäßigen Zeitabständen umrunden und Haltestellen in der Nähe der Ein- und Ausgänge, aller Tribünen und des „F1 Village“ anfahren. Das „F1 Village“ ist eine Fläche hinter der Haupttribüne, die kommerziell genutzt wird und auf welcher unterschiedliche Attraktionen, wie Ausstellungen von den Automobilherstellern, besucht werden können.

## Verkehrsanbindung
Da die Strecke relativ weit vom europäischen Stadtzentrum Istanbuls entfernt und die Verkehrsanbindung nicht optimal ist, war der Zuschaueraufmarsch in den letzten Jahren relativ gering. Die Strecke ist 45 km vom Istanbuler Stadtteil Kadîköy auf der asiatischen Seite und 15 km von dem nächstnäheren größeren Stadtteil Pendik entfernt. Sie kann sowohl über die Fernstraße E5 (D-100) als auch über die Europastraße TEM (E-80) Ausfahrt Sekerpînar-Bayramoglu erreicht werden. Der TEM verbindet Istanbul und Ankara. An Rennwochenenden stehen den Zuschauern Busse zur Verfügung, die die Strecke mit dem Flughafen Atatürk, Kadıköy und Pendik verbinden. Pendik liegt an der Küste und kann von der Stadtmitte aus mit Schiffen erreicht werden. In der Nähe der Strecke befindet sich der Flughafen Istanbul-Sabiha Gökçen.
Für Zuschauer, die mit dem eigenen Fahrzeug anreisen, stehen 20.000 Parkplätze zur Verfügung. Die Parkflächen befinden sich außerhalb der Strecke nahe der Tribünen.

## Statistik

### Alle Sieger von Formel-1-Rennen in Istanbul
| Nr. | Jahr | Fahrer           | Konstrukteur | Motor    | Reifen | Zeit          | Streckenlänge | Runden | Ø-Tempo      | Datum        | GP der |
| --- | ---- | ---------------- | ------------ | -------- | ------ | ------------- | ------------- | ------ | ------------ | ------------ | ------ |
| 1   | 2005 | Kimi Räikkönen   | McLaren      | Mercedes | M      | 1:24:34,454 h | 5,338 km      | 58     | 219,497 km/h | 21. August   | Türkei |
| 2   | 2006 | Felipe Massa     | Ferrari      | Ferrari  | B      | 1:28:51,082 h | 5,338 km      | 58     | 208,903 km/h | 27. August   | Türkei |
| 3   | 2007 | Felipe Massa     | Ferrari      | Ferrari  | B      | 1:26:42,161 h | 5,338 km      | 58     | 214,081 km/h | 26. August   | Türkei |
| 4   | 2008 | Felipe Massa     | Ferrari      | Ferrari  | B      | 1:26:49,451 h | 5,338 km      | 58     | 213,809 km/h | 11. Mai      | Türkei |
| 5   | 2009 | Jenson Button    | Brawn        | Mercedes | B      | 1:26:24.848 h | 5,338 km      | 58     | 214,823 km/h | 7. Juni      | Türkei |
| 6   | 2010 | Lewis Hamilton   | McLaren      | Mercedes | B      | 1:28:47.620 h | 5,338 km      | 58     | 209,066 km/h | 30. Mai      | Türkei |
| 7   | 2011 | Sebastian Vettel | Red Bull     | Renault  | P      | 1:30:17,558 h | 5,338 km      | 58     | 205,734 km/h | 8. Mai       | Türkei |
|     |      |                  |              |          |        |               |               |        |              |              | Türkei |
| 8   | 2020 | Lewis Hamilton   | Mercedes     | Mercedes | P      | 1:42:19,313 h | 5,338 km      | 58     | 181,425 km/h | 15. November | Türkei |
| 9   | 2021 | Valtteri Bottas  | Mercedes     | Mercedes | P      | 1:31:04,103 h | 5,338 km      | 58     | 203,844 km/h | 10. Oktober  | Türkei |

Rekordsieger
Fahrer: Felipe Massa (3) • Fahrernationen: Brasilien/Großbritannien (je 3) • Konstrukteure: Ferrari (3) • Motorenhersteller: Mercedes (5) • Reifenhersteller: Bridgestone (5)